# Carlos Márquez Delima
Carlos Eduardo Márquez Delima (ur. 29 grudnia 1961 w Caracas) – wenezuelski duchowny katolicki, biskup pomocniczy Caracas od 2022.

## Życiorys
25 lipca 2003 otrzymał święcenia kapłańskie i został inkardynowany do archidiecezji Caracas. Pracował głównie jako duszpasterz parafialny, przez wiele lat był także duszpasterzem dojrzałych powołań. W 2008 założył szkołę formacyjną dla kandydatów do diakonatu stałego, a w 2018 został wikariuszem biskupim ds. diakonatu, katechezy i formacji laikatu. W 2020 objął stanowisko wikariusza generalnego archidiecezji.
23 grudnia 2021 papież Franciszek mianował go biskupem pomocniczym archidiecezji Caracas, ze stolicą tytularną Cefala. Sakry udzielił mu 12 marca 2022 kardynał Baltazar Porras.